# Liphistius laoticus
Espèce
Liphistius laoticus est une espèce d'araignées mésothèles de la famille des Liphistiidae.

## Distribution
Cette espèce est endémique du Laos.

## Étymologie
Son nom d'espèce lui a été donné en référence au lieu de sa découverte, le Laos.

## Publication originale
- Schwendinger, 2013 : On two Liphistius species (Araneae: Liphistiidae) from Laos. Zootaxa, no 3702 (1), p. 51-60.